# Coudun
Coudun ist eine französische Gemeinde mit 1054 Einwohnern (Stand 1. Januar 2022) im Département Oise in der Region Hauts-de-France. Sie gehört zum Arrondissement Compiègne und zum Kanton Estrées-Saint-Denis.

## Lage
Die Gemeinde Coudun liegt am Fluss Aronde, fünf Kilometer nördlich von Compiègne. Im äußersten Osten der Gemeinde erreicht eine bewaldete Hügelkette auf dem Ganelon mit 145 m über dem Meer den höchsten Punkt.

## Bevölkerungsentwicklung
| Jahr      | 1962 | 1968 | 1975 | 1982 | 1990 | 1999 | 2006 | 2012 | 2021 |
| Einwohner | 754  | 755  | 748  | 902  | 946  | 951  | 926  | 906  | 1059 |

## Sehenswürdigkeiten

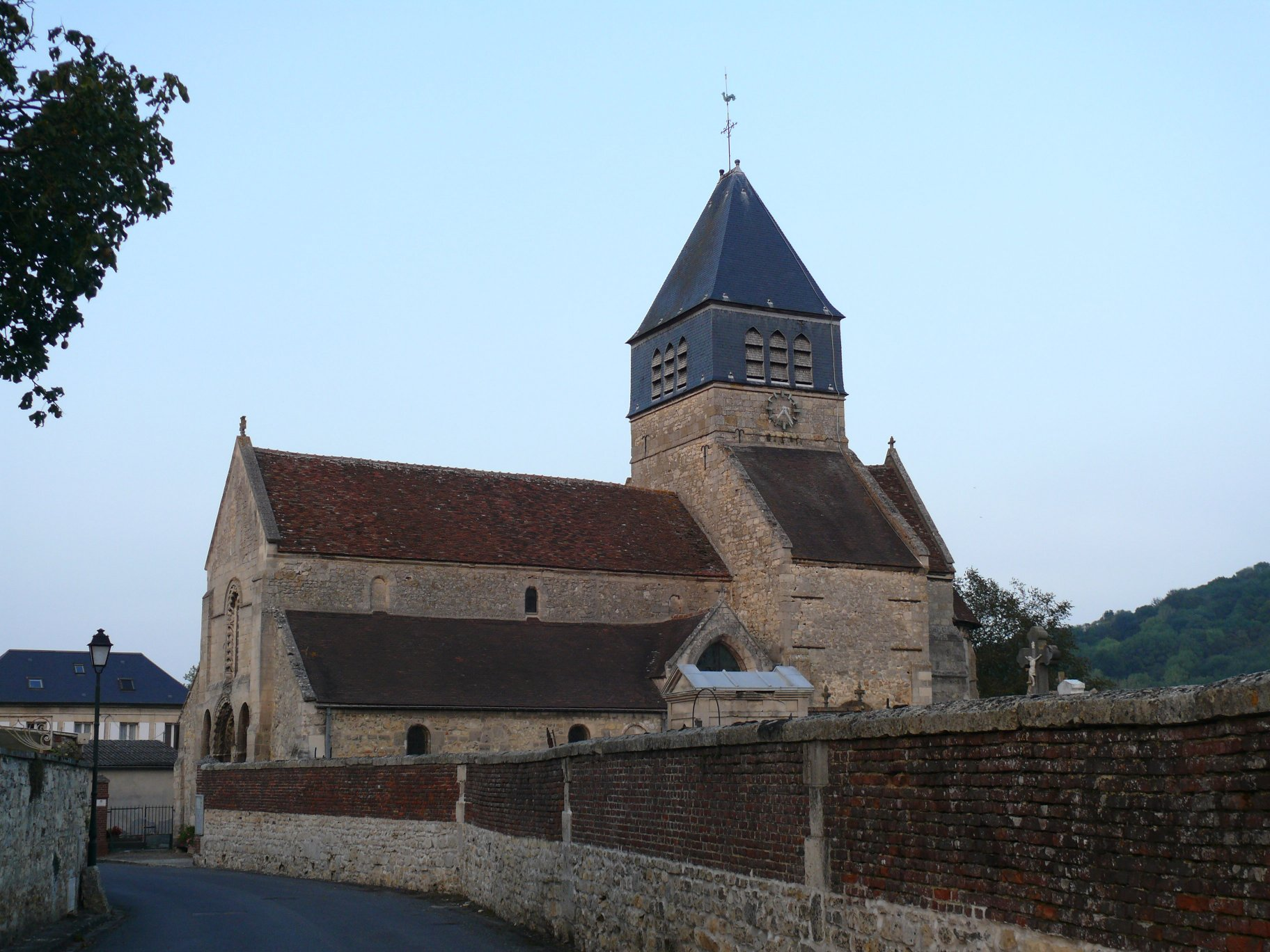
Kirche Saint-Hilaire
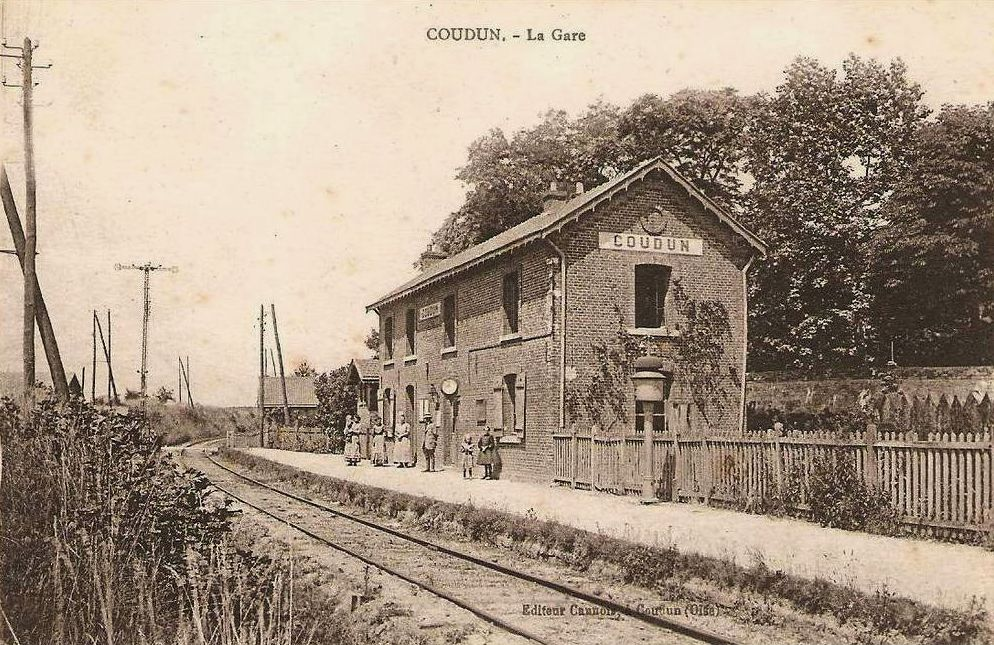
Bahnhof Coudun Anfang des 20. Jahrhunderts
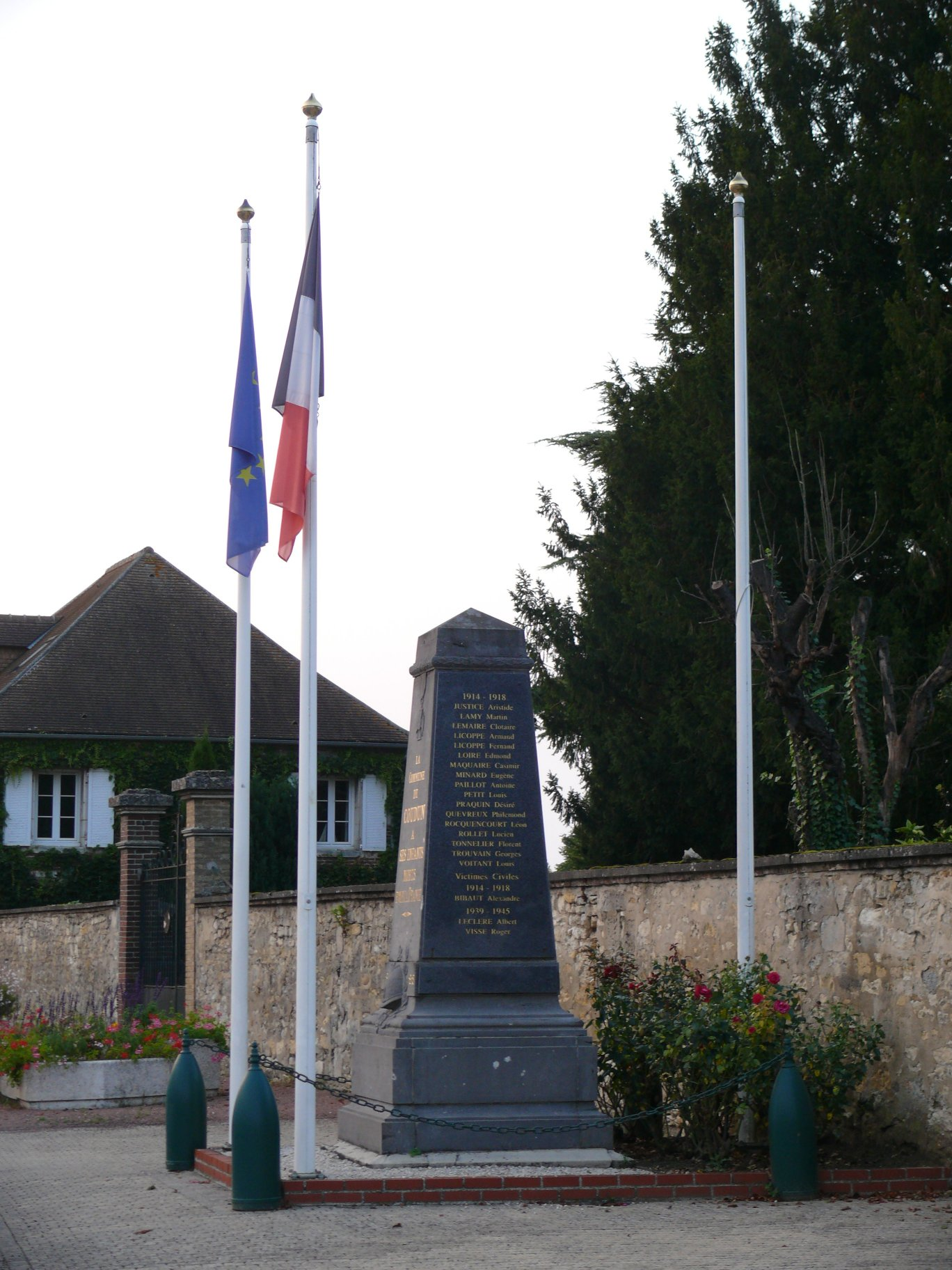
Gefallenendenkmal

- Kirche Saint-Hilaire
- Bahnhof Coudun Anfang des 20. Jahrhunderts
- Gefallenendenkmal

## Persönlichkeiten
Coudun wird als ein möglicher Geburtsort von Agnès Sorel (um 1422–1450) angesehen.